# Dysphania flavifrons
Dysphania flavifrons är en fjärilsart som beskrevs av Embrik Strand 1912. Dysphania flavifrons ingår i släktet Dysphania och familjen mätare. Inga underarter finns listade i Catalogue of Life.